# 邱鎮功
邱鎮功為中國清朝武官官員，本籍福建同安。
行伍出身的邱鎮功於1842年（道光22年）奉旨接替蘇斐然，於台灣地區擔任台灣水師協副將。而隸屬台灣鎮之下的此官職是台灣清治時期的這階段，全台灣的海防軍事層級最高武將，其統帥三標水營，數千名水師兵勇。有一女邱代蓮，其育有三子：李略西、李略書、李略陽。